# Máy chấm công

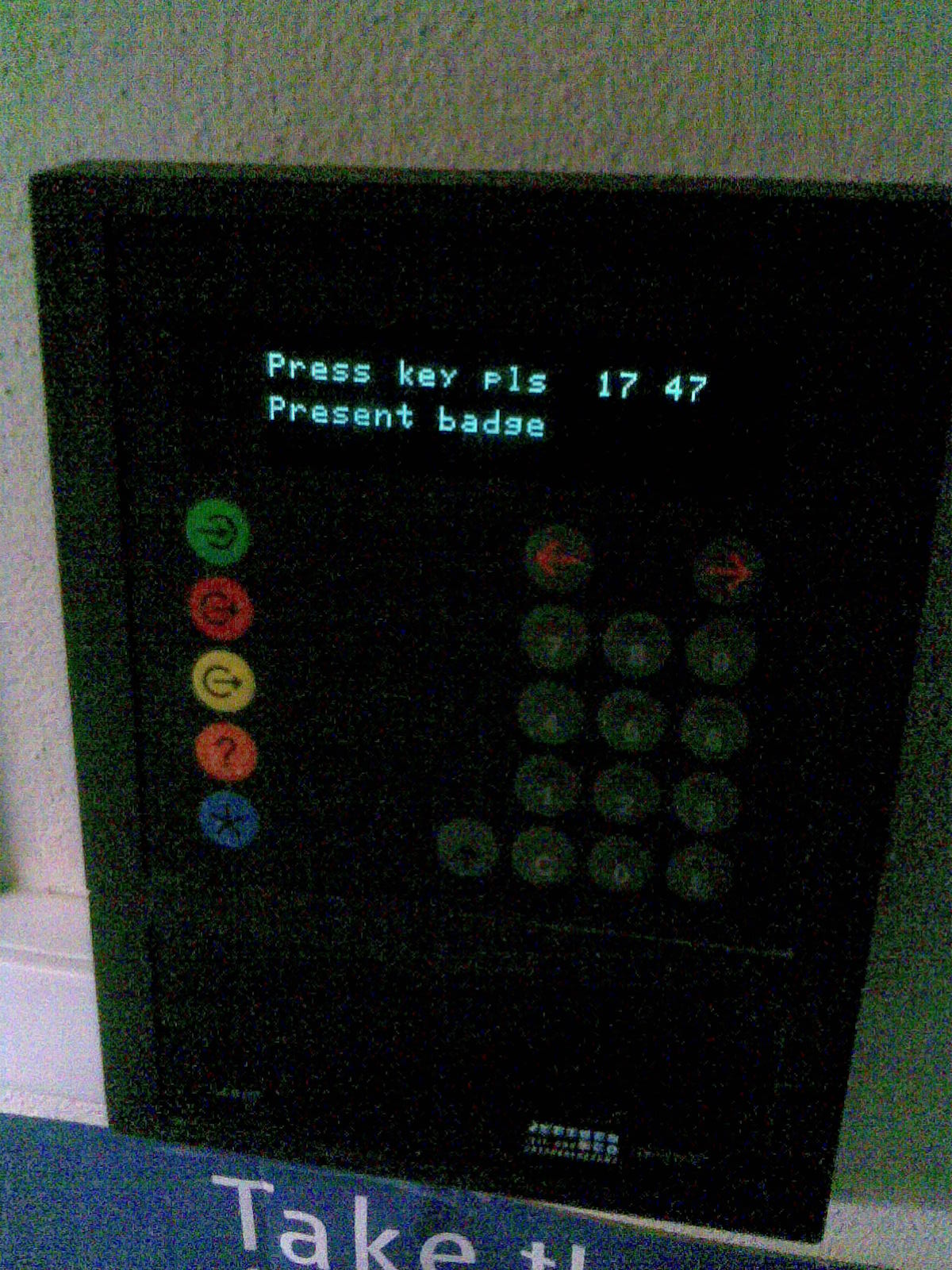
Máy chấm công điện tử

Máy chấm công là một thiết bị dùng để ghi nhận thời gian ra vào của các nhân viên trong một công ty.

## Phân loại
Máy chấm công có hai loại cơ bản nhất: 
- Máy chấm công cơ học: Dữ liệu chấm công được lưu trên các thẻ chấm công làm bằng giấy. Khi cần xử lý dữ liệu chấm công, người xử lý cần phải tự đọc bằng máy và thêm vào hệ thống data.
- Máy chấm công điện tử: Máy chấm công điện tử có bộ nhớ để lưu các dữ liệu chấm công. Người sử dụng có thể dùng phần mềm để kết nối với máy và lấy các dữ liệu chấm công mà mình muốn biết. Máy chấm công điện tử có nhiều thể loại như sau: 
  - Máy chấm công bằng thẻ từ (magnetic card)
  - Máy chấm công bằng thẻ cảm ứng (proximity card)
  - Máy chấm công bằng vân tay.(Finger print time machine)